# Marion Aye

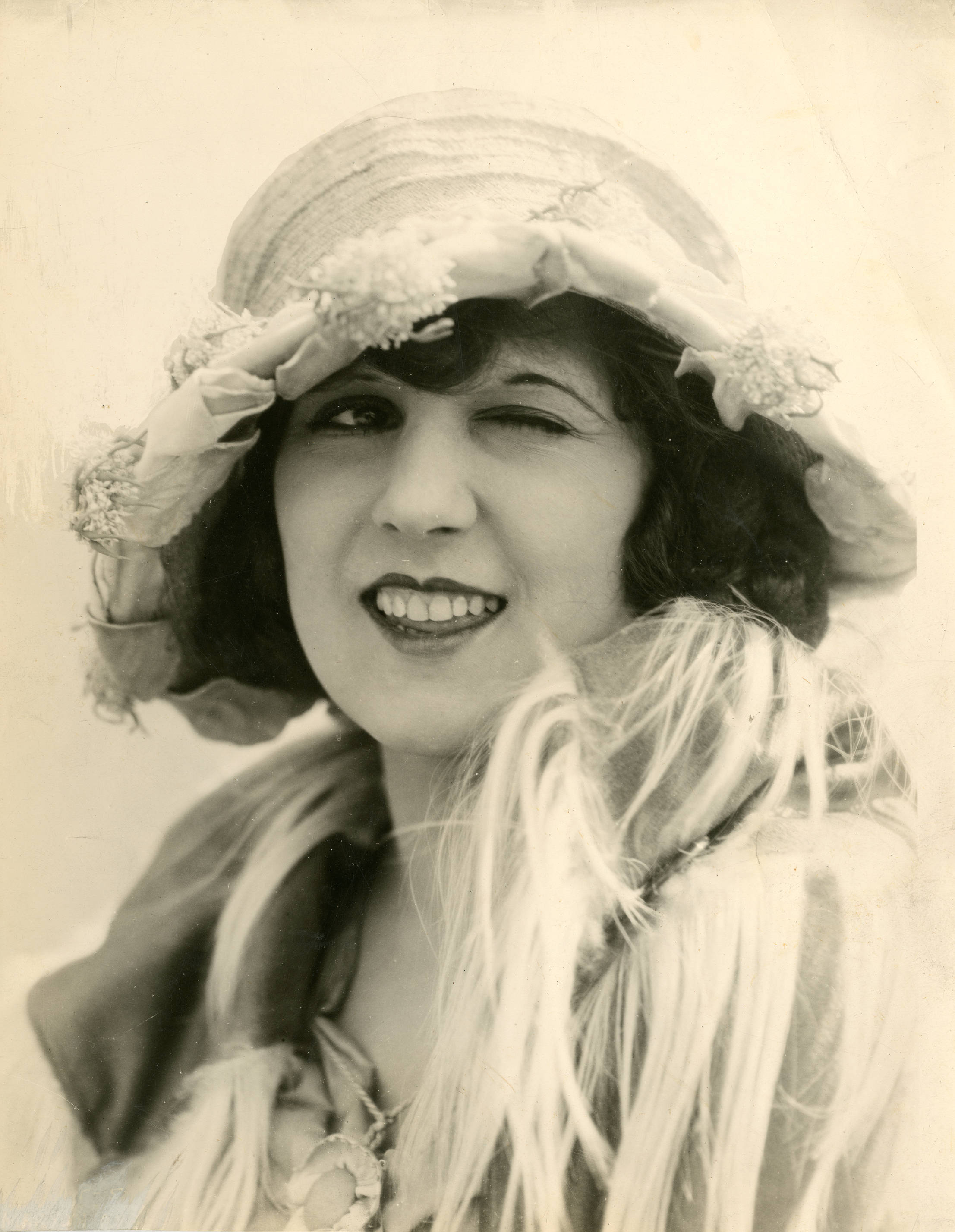
Marion Aye (1924)

Marion Aye (* 5. April 1903 in Chicago, Illinois, als Maryon Eloise Aye; † 21. Juli 1951 in Culver City, Kalifornien) war eine US-amerikanische Theater- und Filmschauspielerin, die in den 1920er Jahren vorwiegend in Komödien mitspielte.

## Leben
Die in Chicago als Tochter von James H. Aye (1880–1961) und Eloise Emma Aye (1878–1951) geborene Marion Aye wurde 1919 während eines Spaziergangs vom US-amerikanischen Filmproduzenten Mack Sennett entdeckt und für seine Sennett Bathing Beauties, eine in Bademoden bekleidete Tanz- und Schauspielgruppe, engagiert. Im selben Jahr folgten die ersten Filmauftritte. 1922 kürte man Aye zusammen mit zwölf weiteren Nachwuchsstars zum WAMPAS Baby Star. Neben Komödien spielte sie vor allem in Tanzfilmen und Western an der Seite von Bob Reeves mit.
Aye war dreimal verheiratet. Ihre erste Ehe mit Sherman William Plaskett dauerte von 1918 bis 1919 an, ihre zweite mit Harry Wilson von 1922 bis 1924. Mit dem Komiker Ross Forester war sie von 1936 bis zu ihrem Tod 1951 verheiratet.
Nachdem Aye 1926 ihre Filmkarriere beendet hatte, zog sie sich komplett von der Öffentlichkeit zurück und wurde von der Filmindustrie vergessen. Aye versuchte seit 1935 mehrmals, sich das Leben zu nehmen. Am 10. Juli 1951 wurde sie bewusstlos in einem Hotel in Culver City gefunden, nachdem sie Gift zu sich genommen hatte. Aye starb elf Tage später im Alter von 48 Jahren an den Folgen der Vergiftung. Ihr dritter Ehemann Ross Forester zeigte sich schockiert vom Suizid seiner Frau und berichtete, dass man ihre Aussage, sie wolle sich das Leben nehmen, nur für einen Witz gehalten habe. Marion Aye wurde auf dem Forest Lawn Memorial Park in Glendale beigesetzt.

## Filmografie (Auswahl)
- 1919: Yankee Doodle in Berlin
- 1919: Why Beaches Are Popular (Kurzfilm)
- 1919: Hearts and Flowers (Kurzfilm)
- 1920: Pretty Lady (Kurzfilm)
- 1921: The Hick (Kurzfilm)
- 1921: Montana Bill
- 1921: Broadway Buckaroo
- 1921: The Vengeance Trail (verschollen)
- 1922: Streak of Yellow (Kurzfilm)
- 1922: Double Reward (Kurzfilm)
- 1922: No Man’s Gold (Kurzfilm)
- 1922: The WAMPAS Baby Stars of 1922 (Kurzfilm)
- 1922: Phantom of the Hills (Kurzfilm)
- 1922: West Meets East (Kurzfilm)
- 1922: His Brother’s Blood (Kurzfilm)
- 1922: The Claim Jumpers (Kurzfilm)
- 1922: The Weak-End Party (Kurzfilm)
- 1922: The Punctured Prince (Kurzfilm)
- 1923: The Eternal Three
- 1923: The Meanest Man in the World
- 1924: Die Sirene von Sevilla
- 1924: The Last Man on Earth
- 1924: The Roughneck
- 1926: Irene
- 1930: Up the River